# Pattinaggio di velocità ai IX Giochi asiatici invernali - 500 metri maschile
La gara dei 500m maschili si è svolta il 10 febbraio 2025 allo Heilongjiang Winter Sports Training Center di Harbin, in Cina.

## Risultati
| Rank | Pair | Atleta                 | Tempo   | Note |
| ---- | ---- | ---------------------- | ------- | ---- |
| 1    | 12   | Gao Tingyu             | 34.95   |      |
| 2    | 11   | Wataru Morishige       | 34.97   |      |
| 3    | 11   | Kim Jun-ho             | 35.03   |      |
| 4    | 12   | Yevgeniy Koshkin       | 35.152  |      |
| 5    | 9    | Ryota Kojima           | 35.155  |      |
| 6    | 8    | Katsuhiro Kuratsubo    | 35.19   |      |
| 7    | 7    | Lian Ziwen             | 35.20   |      |
| 8    | 9    | Kim Tae-yun            | 35.22   |      |
| 9    | 7    | Altay Zhardembekuly    | 35.25   |      |
| 10   | 10   | Cho Sang-hyeok         | 35.26   |      |
| 11   | 8    | Du Haonan              | 35.49   |      |
| 12   | 6    | Xue Zhiwen             | 35.54   |      |
| 13   | 10   | Yamato Matsui          | 35.73   |      |
| 14   | 6    | Tai Wei-lin            | 36.02   |      |
| 15   | 5    | Nikita Vazhenin        | 36.19   |      |
| 16   | 4    | Roman Binazarov        | 36.62   |      |
| 17   | 4    | Chandra Mouli Danda    | 38.97   |      |
| 18   | 3    | Sidney Chu             | 39.42   |      |
| 19   | 1    | Srivatsa Srikantha Rao | 40.58   |      |
| 20   | 1    | Anubhav Gupta          | 43.09   |      |
| 21   | 3    | Bekhbatyn Tögöldör     | 43.16   |      |
| 22   | 2    | Nopphaket Suansuk      | 44.49   |      |
| 23   | 2    | Omkara Yogaraj         | 1:02.06 |      |
| —    | 5    | Koo Kyung-min          | DSQ     |      |